# Angela Tong

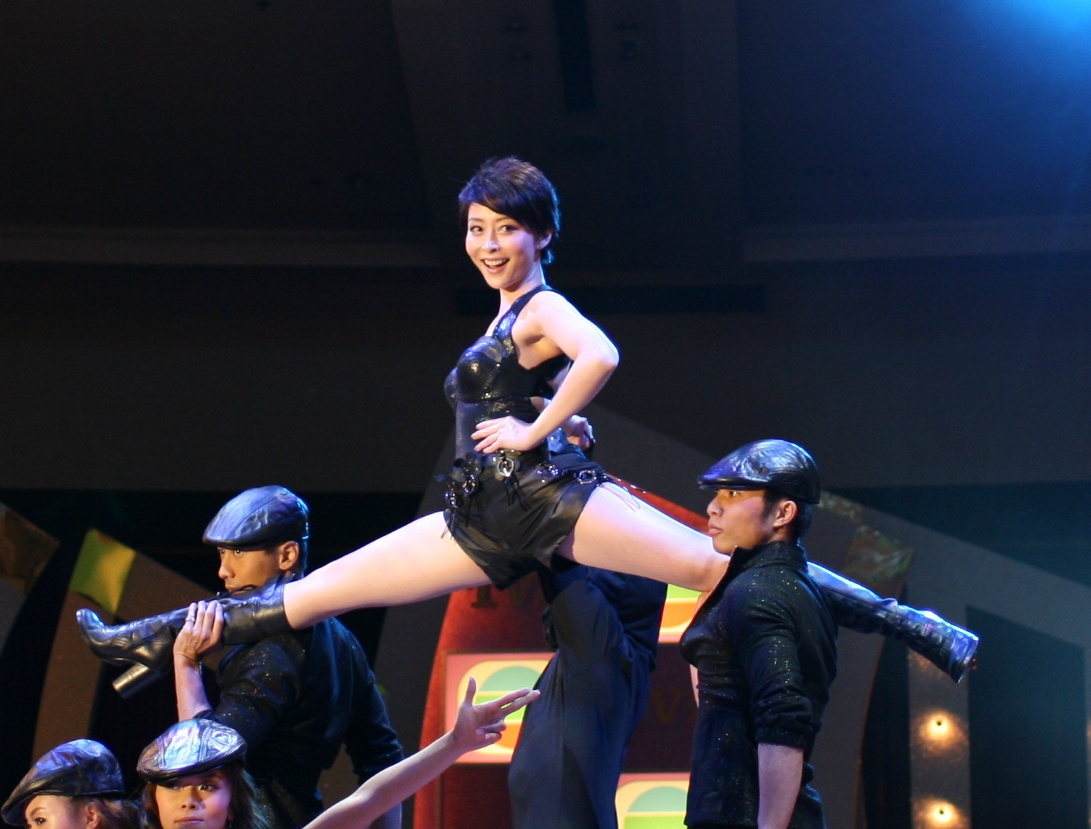
Angela Tong (2008)

Angela Tong (chinesisch 湯盈盈 / 汤盈盈, Pinyin Tāng Yíng Yíng, Jyutping: Tong1 Jing4 Jing4; * 30. Juni 1975 in Montreal) ist eine kanadische Schauspielerin chinesischer Herkunft. Sie arbeitet vorwiegend in Hongkong.
Tong wurde in Montreal geboren, hat aber familiäre Wurzeln in Shunde, einer Stadt in der chinesischen Provinz Guangdong. Nach dem Gewinn eines lokalen Schönheitswettbewerbs, vertrat sie 1995 Montreal beim jährlich stattfindenden Miss Chinese International Pageant, einer vom führenden Fernsehsenders Hongkongs (TVB) gesponserten Misswahl. Obgleich Tong der Konkurrenz unterlag und lediglich einen Platz unter den besten 12 belegte, erhielt sie dennoch einen Schauspieler-Vertrag.
Nachfolgend agierte Tong in diversen Fernsehproduktionen, blieb aber meist auf kleinere Rollen beschränkt. Größere Bekanntheit erlangte sie erst 2005 mit der Fernsehserie Life Made Simple (阿旺新傳). Für ihre Darbietung der Li Siu-Ho wurde sie als Beste Nebendarstellerin der TVB 37th Anniversary Awards ausgezeichnet.